# Ойшайд
Ойшайд (нем. Euscheid) — община в Германии, в земле Рейнланд-Пфальц. 
Входит в состав района Айфель-Битбург-Прюм. Подчиняется управлению Арцфельд.  Население составляет 148 человек (на 31 декабря 2010 года). Занимает площадь 3,69 км².